# Regeringsbunkern

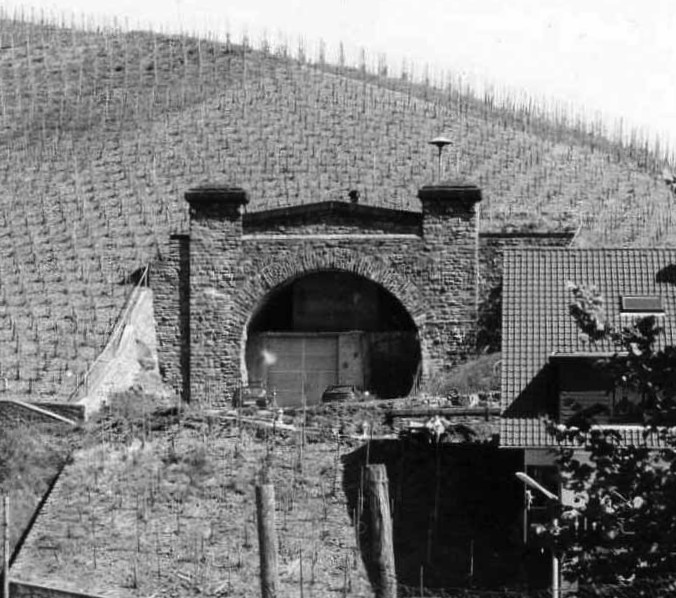
Järnvägstunneln i Ahrtal som aldrig öppnades för trafik.

Regeringsbunkern (tyska: Der Regierungsbunker) (skyddsrummet för Västtysklands regering) byggdes mellan 1960 och 1972 som "Alternativt säte för Förbundsrepubliken Tysklands regering i händelse av kris- och försvarssituation...". Bunkeranläggningen fanns ca 25 km söder om Bonn bland vinbergen i floden Ahrs dalgång och hade den officiella beteckningen Dienststelle Marienthal. Regeringsbunkern var Västtysklands dyraste enskilda byggnad och landets bäst bevarade hemlighet. En mindre del av anläggningen har bevarats som museet Dokumentationsstätte Regierungsbunker.

## Bakgrund

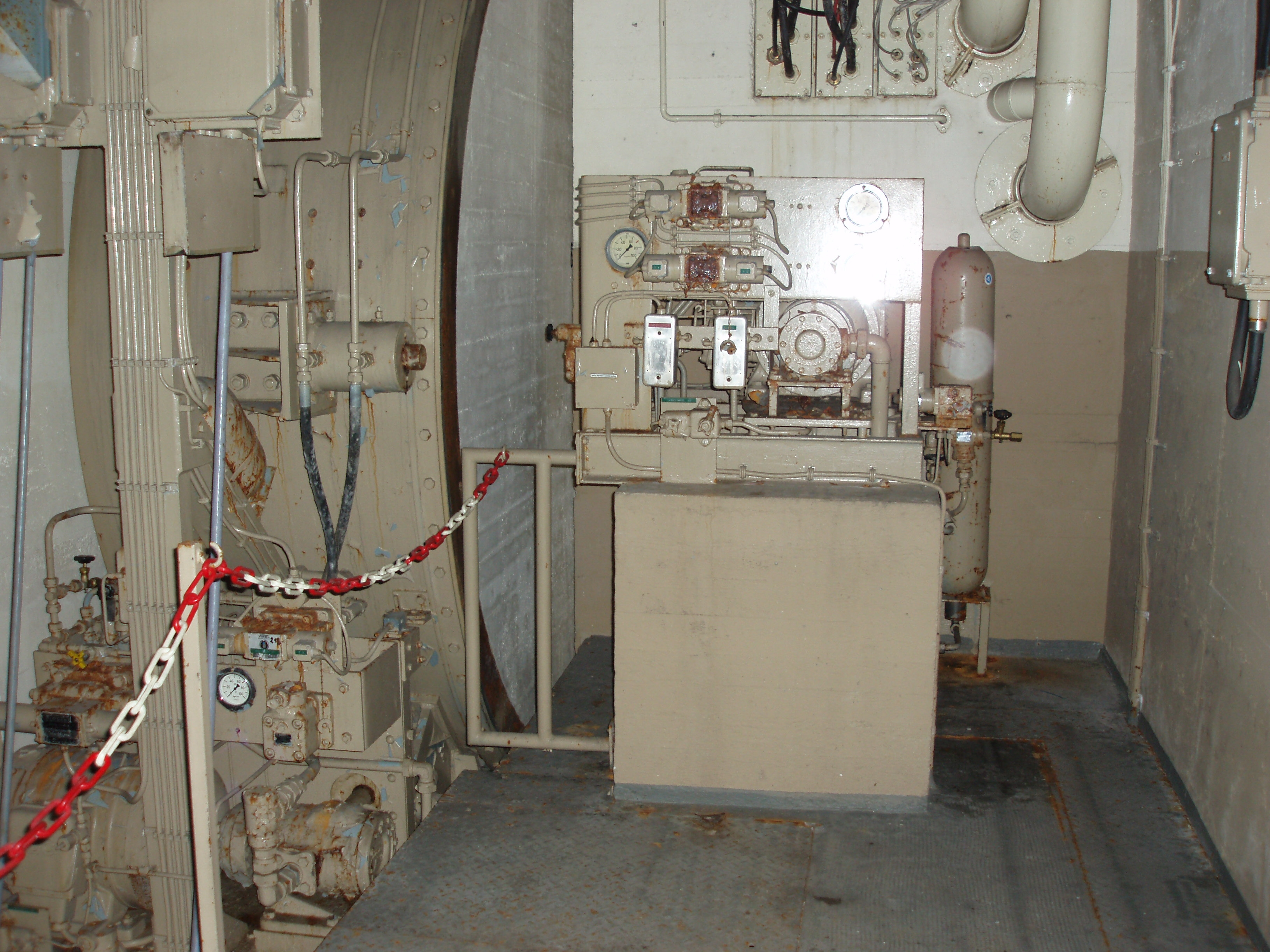
Den runda porten t.v. kunde stängas på några sekunder.

Bunkeranläggningen byggde på en cirka 1,3 km lång järnvägstunnel som skapades redan under första världskriget men som aldrig blev färdigställd. Under andra världskrigets slutfas monterades eldledningssystem och transportfordon för V-2-raketer av tvångsarbetare nere i tunneln. Även civilbefolkningen fann här skydd för ständiga bombangrepp.

## Regeringsbunkern
Den 2,5 km långa ursprungliga tunneln utvidgades genom sprängning och schaktning mellan 1960 och 1972 till ett cirka 19 km långt tunnelsystem som skulle ge Förbundsrepubliken Tysklands "krisledning" med cirka 3 000 medarbetare möjlighet att överleva ett atomkrig i minst trettio dagar.
Den kärnvapensäkra anläggningen var självförsörjande med elektricitet, friskluft och vatten. Det gigantiska, 83 000 m² stora, skyddsrummet var uppdelat i tre av varandra oberoende avsnitt. Huvudingångarna var skyddade med 25 ton tunga rullportar av stål och betong. Det fanns 897 kontorsrum och 936 sovsalar (bara förbundskanslern och -presidenten hade enkelrum) samt en liten plenisal för ett bantat nödparlament. Dessutom fanns konferensrum, kök, sjukhus, tandläkare, verkstäder, reservdelslager och livsmedelsförråd. Till och med en frisersalong hade man tänkt på. Allt avdelades med 25 000 dörrar. För underhåll och reparation arbetade 180 personer i skifttjänst dygnet runt. Utåt syntes bara en grå betongvägg och en vaktbyggnad. Byggkostnaderna har uppskattats till ungefär 3 miljarder DM (cirka 15 miljarder kronor) men det finns inga bekräftade belopp på grund av hemligstämpeln. Första gången bunkern användes var i samband med en NATO-övning 1966. Därefter hölls regelbundna övningar, den sista 1987, sedan föll Berlinmuren och alla planerade övningar ställdes in.

## Slutet för anläggningen

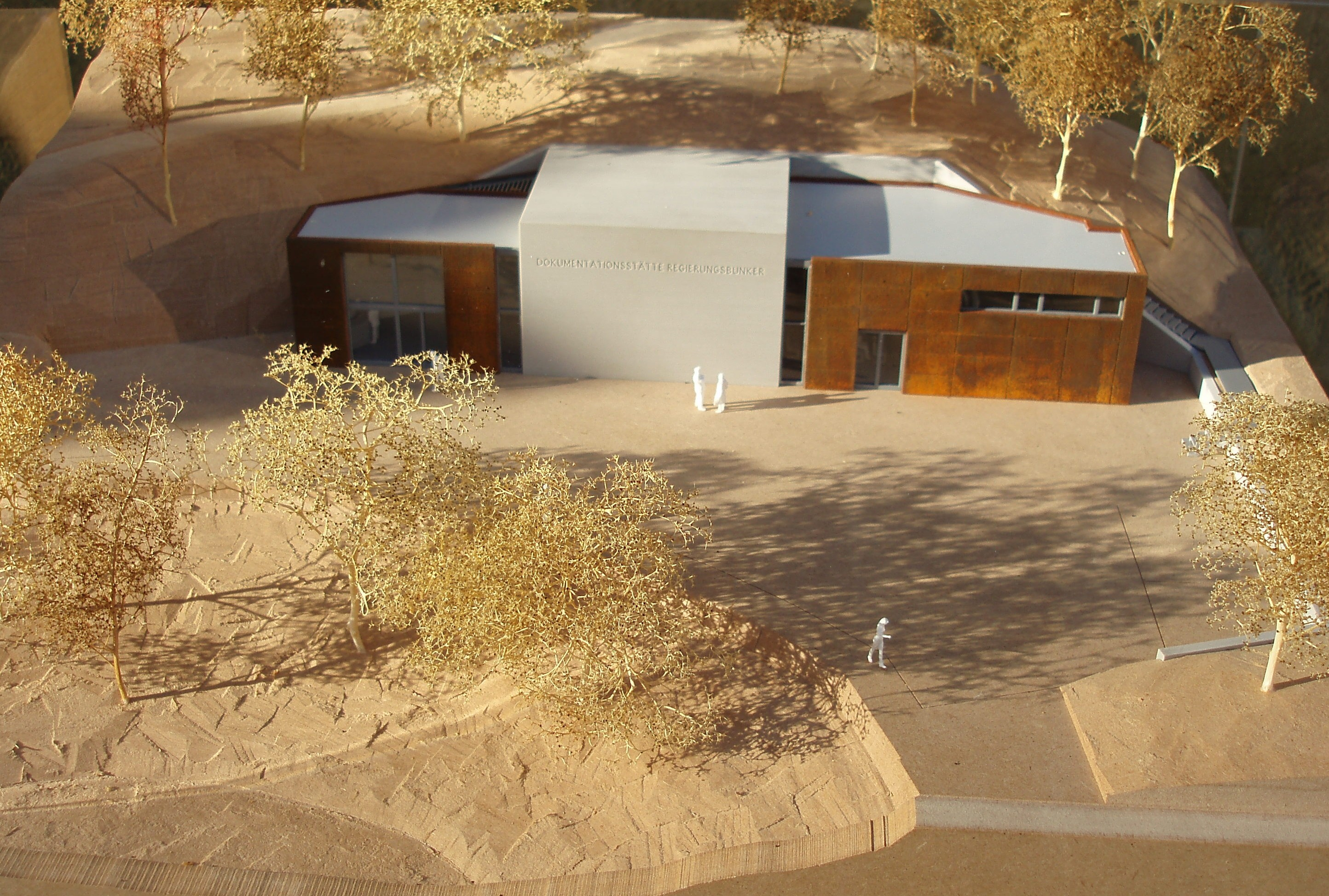
Modellen för blivande bunkermuseet i Ahrweiler

Efter järnridåns fall, Tysklands återförening och regeringens flytt till Berlin hade regeringsbunkern överlevt sig själv. Därför beslöts 1997 att överge bunkern och att riva samtliga installationer och inredningar, till och med väggfärgen avlägsnades. Kvar blev 19 km nakna betongtunnlar som förseglades. Många tyckte dock att de ansvariga hade för bråttom och att regeringsbunkern borde bevarats som ett minne över kalla krigets tidsepok. Slutligen lyckades Föreningen Alt-Ahrweiler och Landkreis Ahrweiler att bevara ett cirka 200 meter långt tunnelavsnitt som är ett museum (Dokumentationsstätte Regierungsbunker) över bunkeranläggningen och kalla kriget.
Syftet med anläggningen har starkt ifrågasatts. Vad fanns det kvar att regera efter ett kärnvapenanfall när Västtysklands regering kom upp ur sin atomsäkra bunker? DDR:s underrättelstjänst var för övrigt ingående informerat över bunkerns alla tekniska detaljer genom sin spion Lorenz Betzing. Han hade arbetat i anläggningen mellan 1964 och 1969 som ventilationstekniker.

## Bilder från museetDokumentationsstätte Regierungsbunker

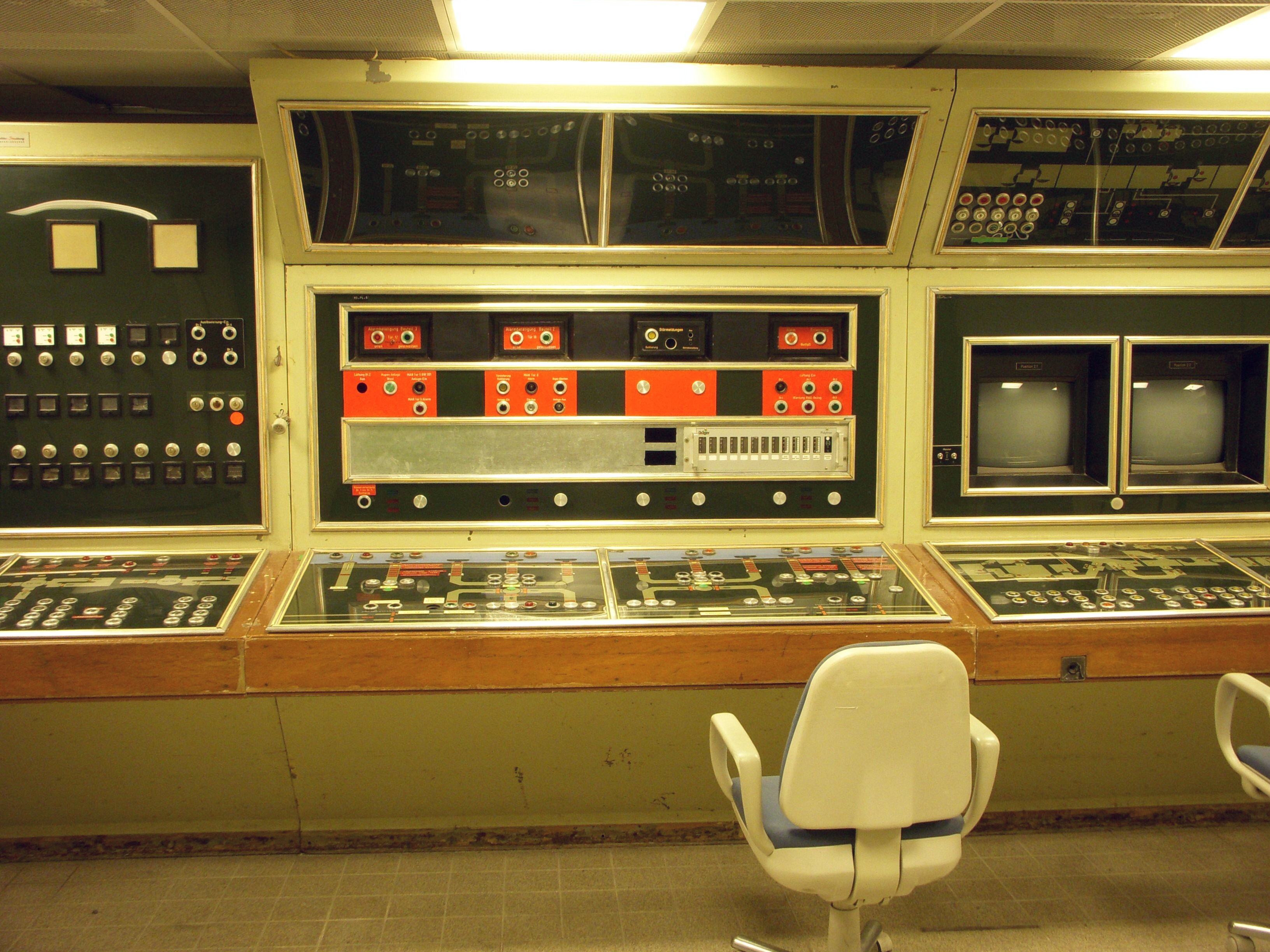
Kommandocentral
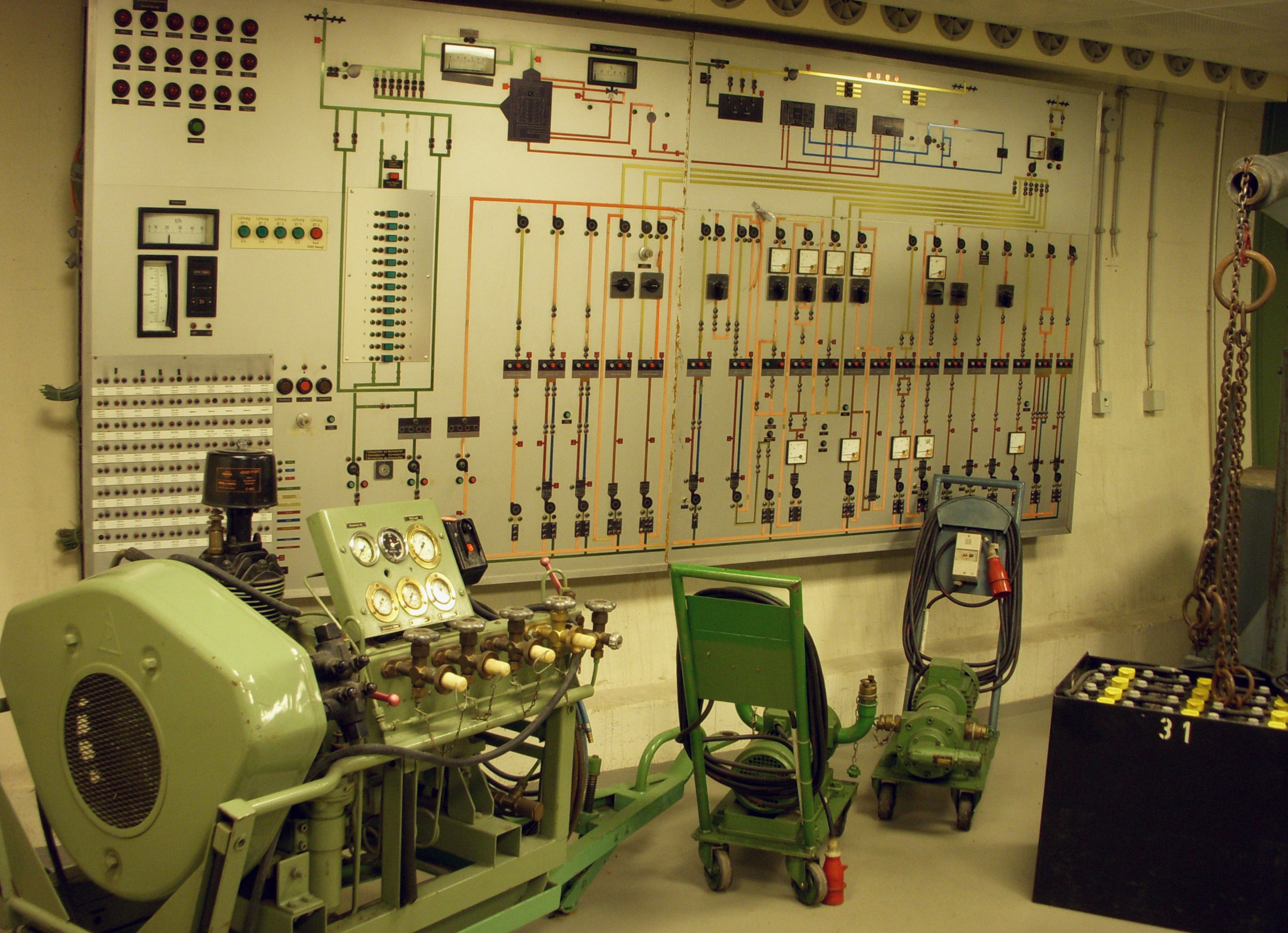
Elcentral
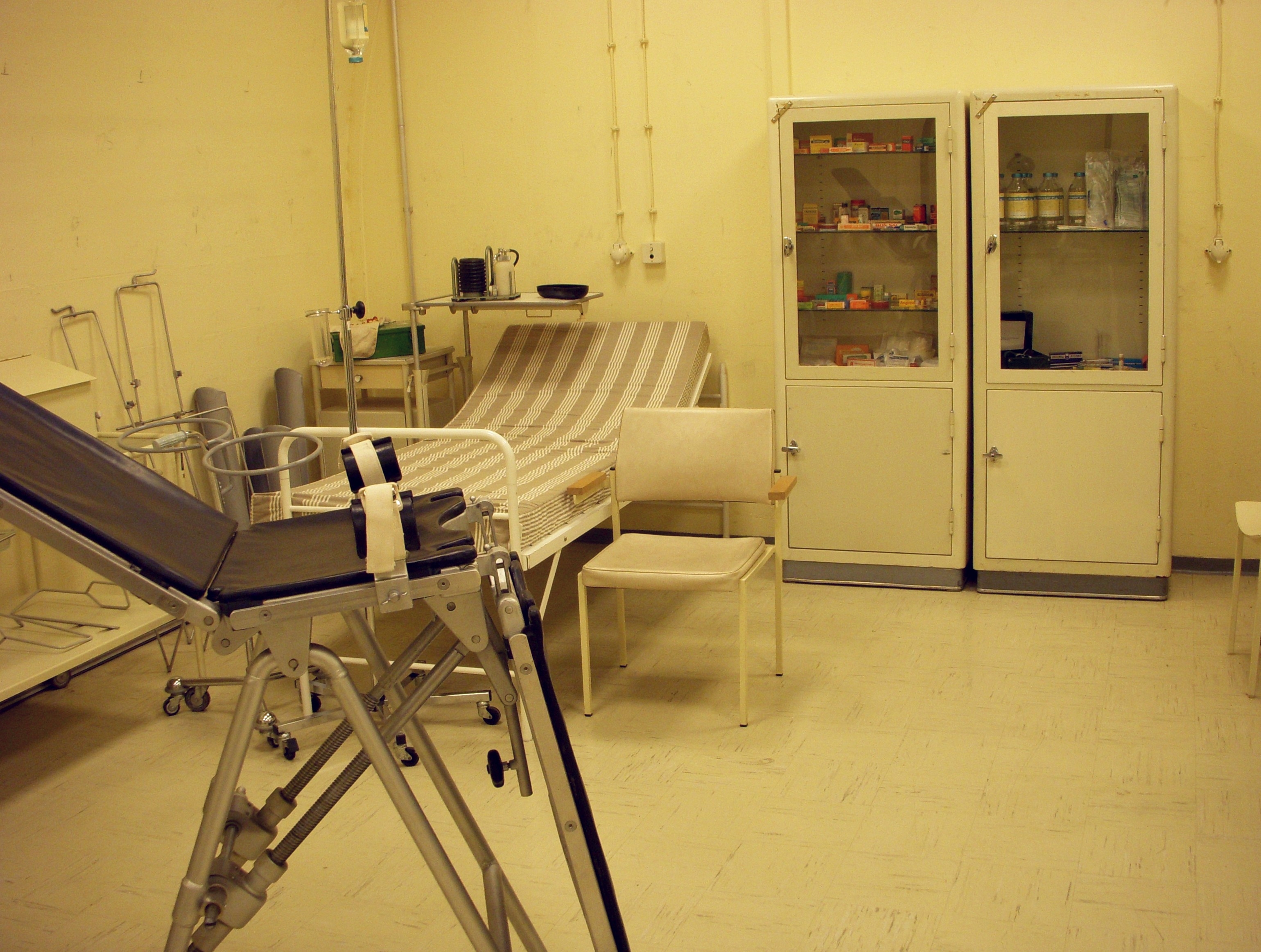
Sjukrum
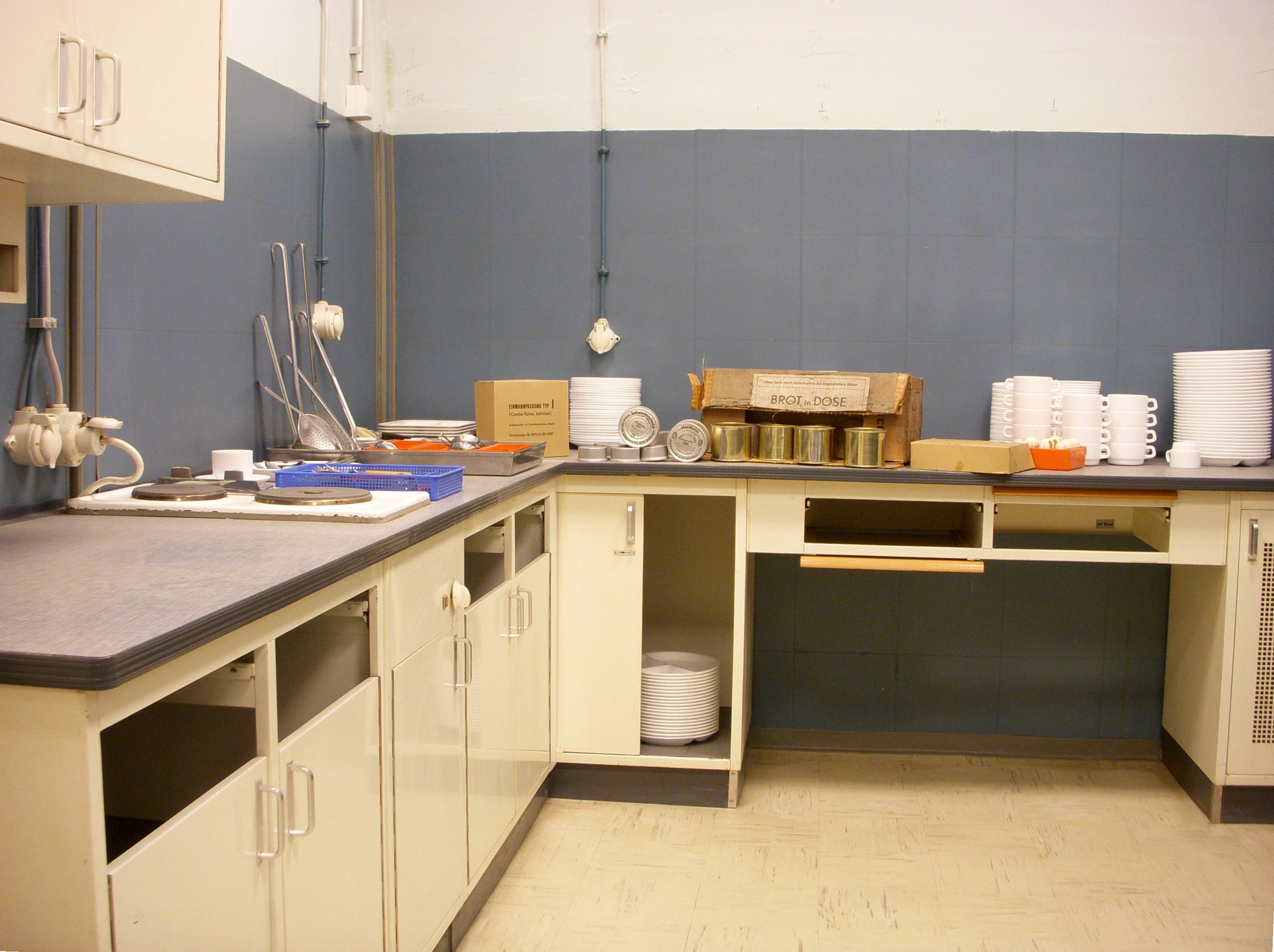
Kök
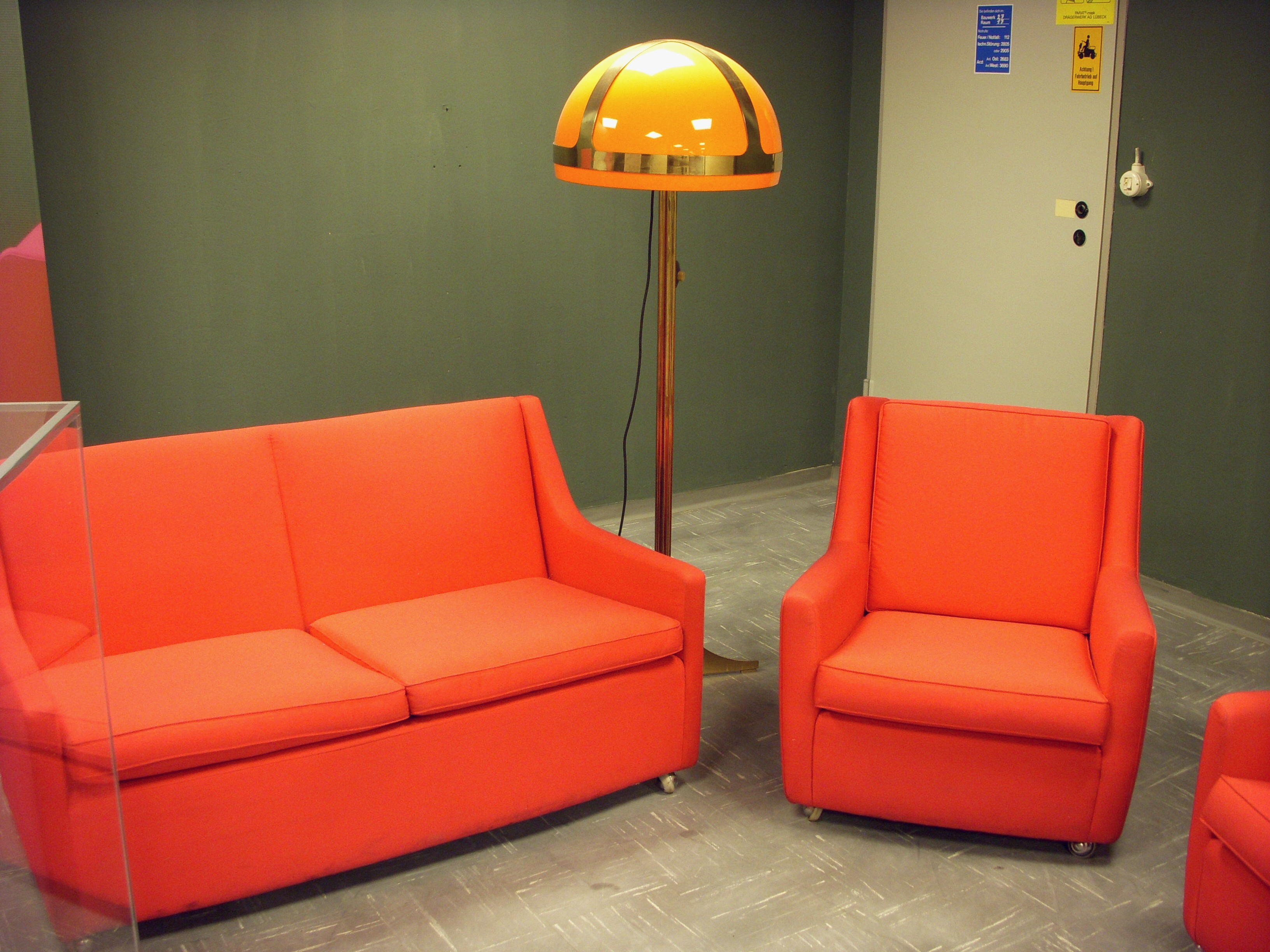
Presidentens rum
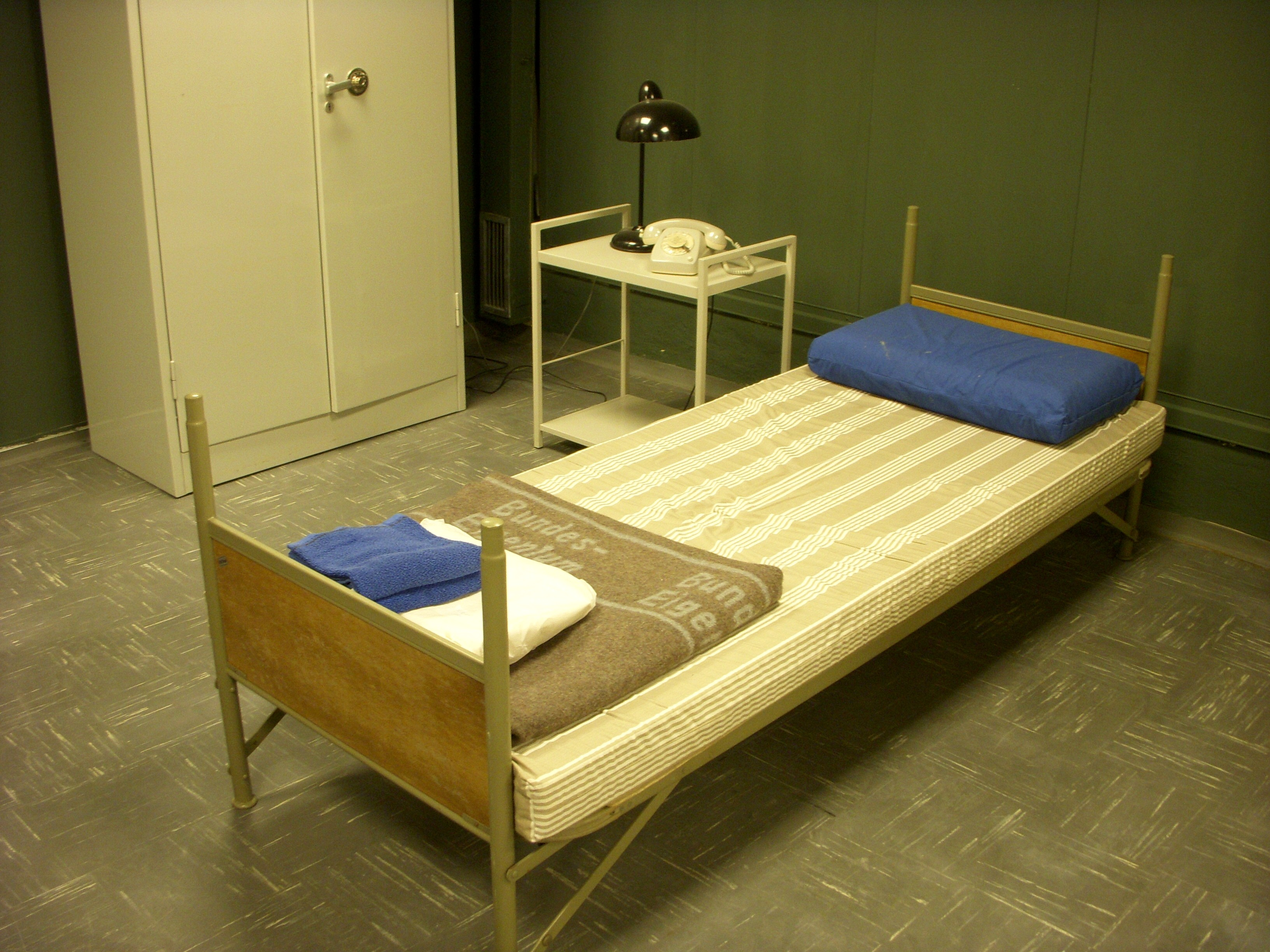
Kanslerns rum
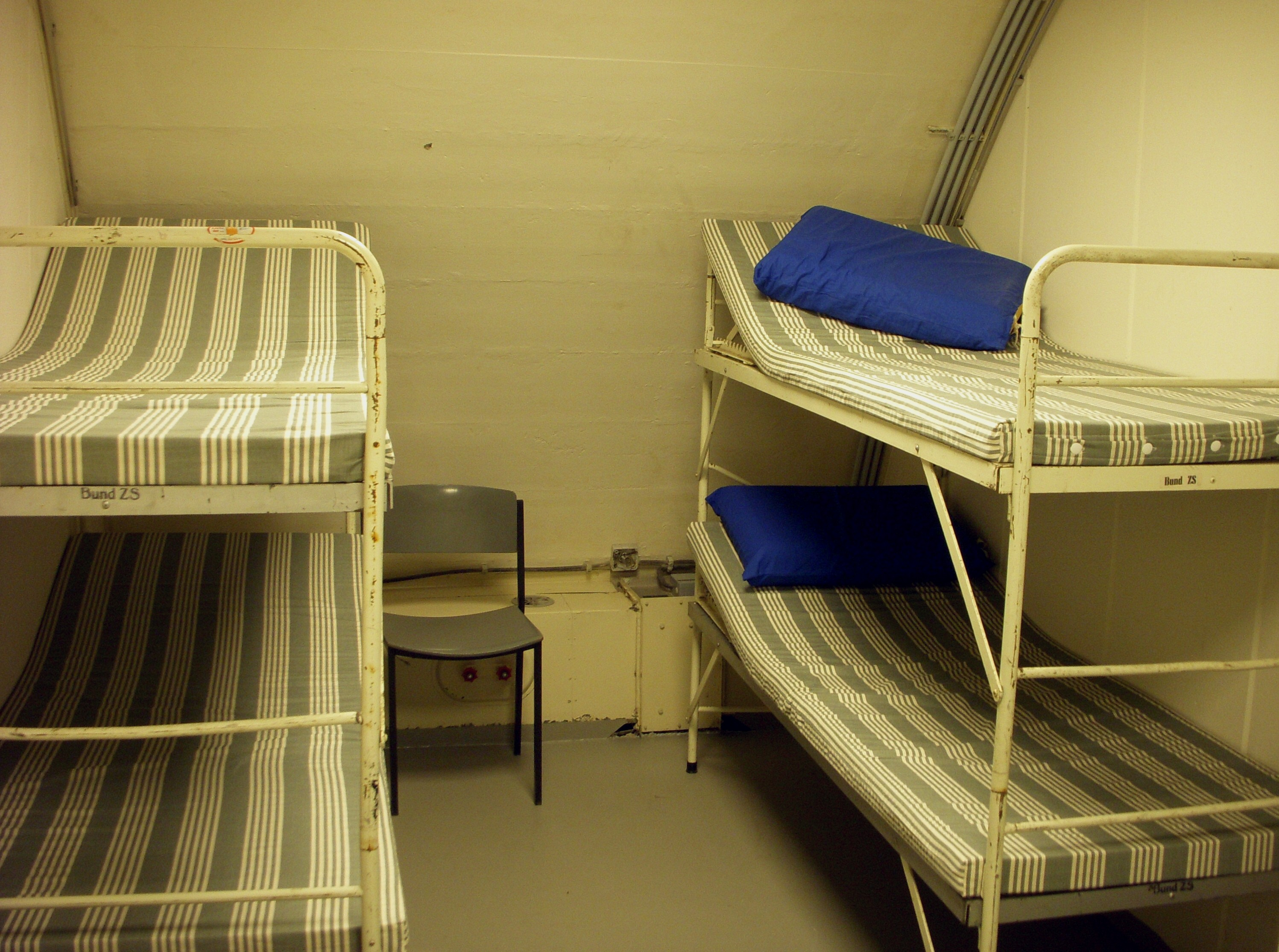
Manskapsrum
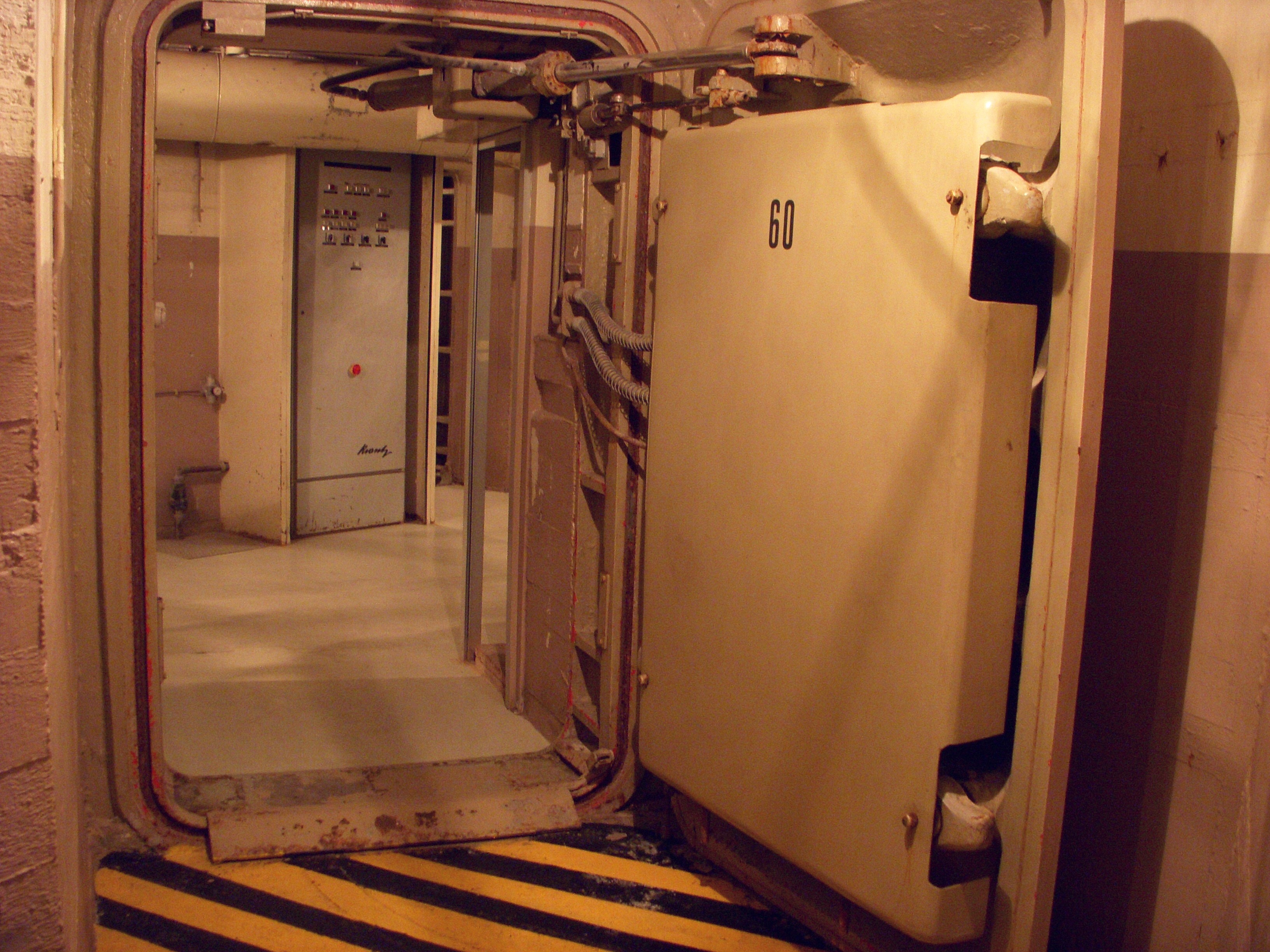
Sluss och tryckport